# ATP Challenger Bermuda
Das ATP Challenger Bermuda (offizieller Name: Bermuda Open) war ein zwischen 1993 und 2008 stattfindendes Tennisturnier im Paget Parish auf den Bermudas. Es war Teil der ATP Challenger Tour und wurde im Freien auf Sand ausgetragen. 1994 wurde es nicht ausgetragen, in den beiden Folgejahren war es Teil der ATP World Tour. Im Einzel gewannen Hernán Gumy und Flávio Saretta jeweils zwei Titel, im Doppel Mark Knowles, Doug Flach, Richey Reneberg und Jordan Kerr.

## Liste der Sieger

### Einzel
| Jahr                   | Sieger             | Finalgegner              | Ergebnis          |
| ---------------------- | ------------------ | ------------------------ | ----------------- |
| 2008                   | Kei Nishikori      | Viktor Troicki           | 2:6, 7:5, 7:65    |
| 2007                   | Mariano Zabaleta   | Frank Dancevic           | 7:5, 5:7, 6:3     |
| 2006                   | Fernando Vicente   | Gilles Müller            | 2:6, 6:2, 7:63    |
| 2005                   | Tomáš Zíb          | Kristof Vliegen          | 6:78, 7:66, 6:1   |
| 2004                   | Luis Horna         | Martín Vassallo Argüello | 6:4, 4:6, 6:4     |
| 2003                   | Flávio Saretta (2) | Nicolás Massú            | 6:1, 6:4          |
| 2002                   | Flávio Saretta (1) | Vincent Spadea           | 6:3, 7:5          |
| 2001                   | José Acasuso       | David Sánchez            | 7:64, 6:1         |
| 2000                   | Andrew Ilie        | Michal Tabara            | 4:6, 6:3, 6:2     |
| 1999                   | Hernán Gumy (2)    | Guillermo Cañas          | 6:6, 7:63         |
| 1998                   | Hernán Gumy (1)    | Lucas Arnold Ker         | 7:6, 4:6, 6:2     |
| 1997                   | Johan van Herck    | Sargis Sargsian          | 6:1, 4:6, 6:0     |
| 1995–1996: ATP Bermuda |                    |                          |                   |
| 1994                   | nicht ausgetragen  | nicht ausgetragen        | nicht ausgetragen |
| 1993                   | Mikael Pernfors    | Sláva Doseděl            | 6:4, 6:3          |

### Doppel
| Jahr                   | Sieger                             | Finalgegner                          | Ergebnis          |
| ---------------------- | ---------------------------------- | ------------------------------------ | ----------------- |
| 2008                   | Harel Levy Jim Thomas              | Chris Haggard Peter Luczak           | 6:74, 6:4, [11:9] |
| 2007                   | Marcelo Melo André Sá              | Benedikt Dorsch Serhij Stachowskyj   | 6:2, 6:4          |
| 2006                   | Tomáš Cibulec Robert Lindstedt     | Alex Kuznetsov Jeff Morrison         | 6:71, 6:3, [10:4] |
| 2005                   | Jordan Kerr (2) Sebastián Prieto   | Michal Tabara Tomáš Zíb              | kampflos          |
| 2004                   | Jordan Kerr (1) Tom Vanhoudt       | Ashley Fisher Stephen Huss           | 4:6, 6:4, 7:66    |
| 2003                   | Robert Kendrick Mark Merklein      | Ashley Fisher Andrew Kratzmann       | 6:3, 3:1 aufgg.   |
| 2002                   | George Bastl Neville Godwin        | Ramón Delgado Alexandre Simoni       | 7:5, 6:3          |
| 2001                   | Paul Goldstein Andy Roddick        | Thomas Shimada Grant Stafford        | 6:3, 6:4          |
| 2000                   | Leander Paes Jan Siemerink         | Jeff Coetzee Brent Haygarth          | 6:3, 6:2          |
| 1999                   | Doug Flach (2) Richey Reneberg (2) | Paul Kilderry Patrick Rafter         | 6:4, 6:4          |
| 1998                   | Doug Flach (1) Richey Reneberg (1) | Andrei Tscherkassow Rodolphe Gilbert | 3:6, 6:4, 6:2     |
| 1997                   | Javier Frana Mark Knowles (2)      | Lucas Arnold Ker Daniel Orsanic      | 6:3, 6:7, 6:3     |
| 1995–1996: ATP Bermuda |                                    |                                      |                   |
| 1994                   | nicht ausgetragen                  | nicht ausgetragen                    | nicht ausgetragen |
| 1993                   | Mark Knowles (1) Jared Palmer      | Nicolás Pereira Maurice Ruah         | 6:1, 6:3          |